# Geogarypidae
Famille
Les Geogarypidae sont une famille de pseudoscorpions.
Elle comporte près de 80 espèces dans deux genres.

## Distribution
Les espèces de cette famille se rencontrent en Afrique, en Asie, en Amérique du Sud, en Océanie, en Europe et aux Antilles.

## Liste des genres
Selon Pseudoscorpions of the World (version 3.0) :
- Afrogarypus Beier, 1931
- Geogarypus Chamberlin, 1930

Le genre Indogarypus a été placé en synonymie avec Geogarypus par Novák et Harvey en 2019.

## Publication originale
- Chamberlin, 1930 : A synoptic classification of the false scorpions or chela-spinners, with a report on a cosmopolitan collection of the same. Part II. The Diplosphyronida (Arachnida-Chelonethida). Annals and Magazine of Natural History, sér. 10, vol. 5, p. 1-48 & 585-620.